# Гриценко, Марк Алексеевич
Марк Алексеевич Гриценко (укр. Марк Олексійович Гриценко; род. 21 октября 2009) — украинский прыгун в воду. Мастер спорта Украины. Участник Олимпийских игр 2024 года в Париже.

## Биография

### Юношеская карьера
Его кумирами во время занятий прыжками в воду были Том Дейли (олимпийский чемпион) и Алексей Середа (лидер украинской сборной). Летом 2020 года Гриценко стал победителем юношеского чемпионата Украины по прыжкам в воду. В апреле 2021 года завоевал золото на чемпионатн Украины по прыжкам в воду среди спортсменов 2008 года рождения в Николаеве.
В октябре 2021 года в паре с Марком Барсуковым стал серебряным призёром юношеского чемпионата Украины в Киеве в синхронных прыжках с трамплина с результатом 231,12 баллов.
Победитель киевского турнира Liko Cup в ноябре 2021 года в прыжках в воду с семи метров. На турнире в Дрездене (Германия) в апреле 2023 года Гриценко завоевал золотую медаль в прыжках с вышки и серебряную медаль в прыжках с трёхметрового трамплина. Участвовал в юношеском чемпионате Европы в хорватской Риеке, где завоевывал золото в командном зачёте и серебро в трёхметровом трамплине (группа В).

### Взрослая карьера
На Европейских играх 2023 года в Польше попал в состав сборной в качестве запасного. Бронзовый призёр международного турнира в Ростоке (Германия) 2024 года в синхронных прыжках в паре с Даниилом Аванесовым (361.89 балла).
На парижском French Diving Open в мае 2024 года вместе с Кириллом Болюхом стал вторым в синхронных прыжках (375,21 балла), уступив британцам Тому Дейли и Ноа Вильямсу (453,84 балла).
Впервые на взрослом уровне 14-летний Марк Гриценко выступил на чемпионате Европы по водным видам спорта 2024 года в Белграде, где в паре с Кириллом Болюхом в синхронных прыжках в воду с 10-метровой платформы занял пятое место (349,23 балла).
На Летние Олимпийские игры 2024 года в Париже 14-летний Гриценко отправился в качестве запасного в прыжках с 10-метровой вышки и в статусе самого молодого спортсмена в украинской олимпийской команде.